# 車城庄
車城庄，為1920年~1945年間存在之行政區，轄屬高雄州恆春郡。今屏東縣車城鄉。

## 街庄原名
原屬
- 興文里之車城庄、新街庄、田中央庄、海口庄、保力庄
- 德和里之射藔庄
- 咸昌里之四重溪庄[1]

## 行政區劃
車城庄轄域內分為車城、新街、田中央、海口、保力、射寮、四重溪七個大字。
保力大字下有「保力」、「山腳」、「竹社」小字名